# Hannah Murray
Tegan Lauren-Hannah Murray (Bristol, Anglaterra, 1 de juliol de 1989) és una actriu anglesa coneguda sobretot per interpretar a la Cassie Ainsworth a Skins i a la Gilly a Game of Thrones.

## Biografia

### Primers anys
Hannah Murray passà la seva infància a Bristol (Anglaterra). Els seus pares són professors de la Universitat de Bristol i ningú de la seva família havia fet abans d'actor. Va ser membre de la Bristol Old Vic Young Company.
A l'edat de 16 anys va tenir notícia d'una audició per a actors joves a Bristol i decidí presentar-se només per l'experiència. Les audicions foren per a la sèrie britànica Skins, i impressionà els productors de la sèrie, per la qual cosa fou escollida per interpretar el paper de la Cassie Ainsowrth, un dels personatges principals.

### Carrera
Debutà el 2007, amb 18 anys, a televisió fent el paper de Cassie Ainsworth a la sèrie Skins, una noia molt dolça i innocent amb desordres alimentaris i tendències suïcides. Va fer aquest paper durant dues temporades, quan la seva generació fou reemplaçada per una nova. Tot i així, encara avui el seu personatge és reconegut com una de les grans icones de les sèries televisives.
Va debutar al West End en l'obra That Face l'any 2008 i al 2014 va encapçalar l'obra Martine al Finborough Theatre, guanyant una nominació al Premi OffWestEnd a la millor interpretació femenina.
El 2010 va participar en les pel·lícules Chatroom i Womb i l'any següent la plataforma HBO confirmà que Murray protagonitzaria el paper de Gilly a la sèrie Game of Thrones. El 2012 feu un petit paper a la pel·lícula de Tim Burton amb Johnny Depp a Ombres tenebroses.
A començaments de 2013 confirmà que tornaria a Skins i aquell mateix any protagonitzà el drama americà Lily & Kat.
El 2014 fou protagonista de God Help The Girl, amb Emily Browning i Olly Alexander.

## Filmografia[3][4][5]

### Televisió
| Any             | Sèrie           | Paper            | Observacions                                                                              |
| --------------- | --------------- | ---------------- | ----------------------------------------------------------------------------------------- |
| 2007-2008, 2013 | Skins           | Cassie Ainsworth | 22 episodis (principal)                                                                   |
| 2012-present    | Game of Thrones | Gilly            | Personatge recurrent (temporada 2 i 3) Personatge principal (temporada 4 i 5) 12 episodis |
| 2020            | Emma            |                  | Episodi 1                                                                                 |

### Teatre
| Any  | Títol     | Paper | Teatre                 |
| ---- | --------- | ----- | ---------------------- |
| 2009 | That Face | Mia   | Duke of York's Theatre |

### Cinema
| Any  | Pel·lícula              | Paper                    | Observacions         |
| ---- | ----------------------- | ------------------------ | -------------------- |
| 2010 | Chatroom                | Emily                    | Personatge secundari |
| 2010 | Womb                    | Monica                   | Personatge secundari |
| 2012 | Ombres tenebroses       | Hippie Chick             | Cameo                |
| 2013 | Little Glory            | Jessica                  | Personatge principal |
| 2014 | God Help The Girl       | Cassie                   | Personatge principal |
| 2014 | The Numbers Station     | Rachel Davis             | Personatge secundari |
| 2015 | No Way to Live          | Anna                     |                      |
| 2015 | Lily & Kat              | Kat                      | Personatge principal |
| 2016 | L'escollit (The Chosen) | Sylvia Ageloff           | Personatge principal |
| 2017 | Detroit                 | Julie                    | Personatge secundari |
| 2018 | Charlie Says            | Leslie "Lulu" Van Houten | Personatge principal |